# Dawn Lott
Pour les articles homonymes, voir Lott.
Dawn Alisha Lott est une mathématicienne appliquée américaine, à l'université d'État du Delaware où elle est professeure au département des sciences physiques et informatiques  et, depuis 2009, directrice du programme de spécialisation de l'université.  

## Recherche
Les recherches de Lott concernent les équations aux dérivées partielles numériques (en) en mécanique du solide, mécanique des fluides et biomécanique,. Elle a également publié plusieurs articles sur les solitons. 

## Éducation et carrière
Lott est afro-américaine. Elle est diplômée de l'université Bucknell en 1987, avec un bachelor of science en mathématiques (licence), et a obtenu un mastère en mathématiques de l'université d'État du Michigan en 1989. Elle a fait son travail de doctorat en sciences de l'ingénieur et en mathématiques appliquées à l'université Northwestern, terminant son doctorat en 1994. Sa thèse, intitulée Adaptive Chebyshev Pseudo-Spectral Approximation for Shear Band Formation in Viscoplastic Materials, a été supervisée conjointement par Alvin Bayliss et Ted Belytschko,. 
Après des recherches postdoctorales de 1994 à 1997 au College Park de l'université du Maryland, Lott est devenue membre du corps professoral du New Jersey Institute of Technology en 1998. Elle part à l'université d'État du Delaware en 2003.  

## Reconnaissance
Lott est conférencière AWM / MAA Falconer en 2011. Sa conférence, intitulée « Mathematical Interventions for Aneurysm Treatment », portait sur le traitement mathématique des anévrismes .  
En 2013, l'État du Delaware lui a décerné son prix pour l'excellence du corps professoral en matière de conseil et en 2014, il lui a décerné son prix pour l'excellence du corps professoral dans les services universitaires et communautaires.  